# Европейски структурни фондове
Структурните фондове (СФ) са основният финансов инструмент на Европейския съюз за провеждането на неговата кохезионна (регионална) политика. Една от основните цели на тази политика е постигането на по-голямо икономическо и социално сближаване между страните-членки по отношение на доходи, богатство и възможности. Всички райони могат да кандидатстват, но най-бедните райони получават най-голяма подкрепа. Основен индикатор за оценка на регионите е брутният вътрешен продукт на глава от населението, макар че той не винаги отразява точно социалните и икономическите реалности.
Структурните фондове се състоят основно от Европейския фонд за регионално развитие – ЕФРР (на английски: European Regional Development Fund – ERDF) и Европейския социален фонд – ЕСФ (на английски: European Social Fund – ESF). Заедно с финансирането на Общата селскостопанска политика (на английски: Common Agricultural Policy – CAP) и Кохезионния фонд
Структурните фондове формират най-голямото разходно перо в бюджета на ЕС.
Първият програмен период, в който България участва като пълноправна страна-членка на ЕС, е от 1 януари 2007 до 31 декември 2013. Целият бюджет за структурните фондове през този период е 347 милиарда евро: 201 милиарда за ЕФРР, 76 милиарда за ЕСФ и 70 милиарда за Кохезионния фонд.
Насочени към регионалното развитие са също и Европейският фонд за ориентиране и гарантиране на селското стопанство – ЕФОГСС (на английски: European Agricultural Guidance and Guarantee Fund – EAGGF) и Финансовият инструмент за ориентиране на рибарството – ФИОР (на английски: Financial Instrument for Fisheries Guidance – FIFG).

## Задачи на фондовете
- Европейският фонд за регионално развитие – осигуряване на финансова подкрепа за производствени инвестиции, създаване и модернизиране на инфраструктури, мерки, насочени към експлоатиране на потенциала на вътрешнорегионалното развитие, инвестиции в областта на здравеопазването и образованието.
- Европейският социален фонд – борба с безработицата и улесняване на достъпа до пазара на труда, развитие на професионалната квалификация, насърчаване разкриването на работни места.
- Европейският фонд за гарантиране и ориентиране на селското стопанство – укрепване и реорганизация на аграрните и горските структури, подпомагане осигуряването на добър жизнен стандарт, подобряване на социалната мрежа в селските области, защита на околната среда и опазването на природата, предоставяне на техническа помощ и информация.
- Кохезионния фонд – финансиране на дейности в допълнение на финансирането чрез структурните фондове с оглед постигане на икономическо и социално изравняване.

Освен Структурните фондове има и т.нар. „инициативи на Общността“. Това са:
- Interreg III – Международно, междунационално и междурегионално сътрудничество – за хармонично, балансирано развитие и планиране на Европейската територия;
- Urban II – Жизнеспособно развитие на градовете и градските околности в криза с цел устойчиво развитие;
- Leader + – Селско развитие чрез местни инициативи, сътрудничество между местни групи;
- Equal – Междунационално сътрудничество в борбата срещу дискриминацията и неравенството при достъпа на пазара на труда.

## Механизъм на финансиране
Финансирането по линия на Структурните фондове се използва от държавите членки в подкрепа на приети от тях Национални стратегически референтни рамки (НСРР), в които са заложени основните приоритети на дадена държава членка за изразходване на средствата. Изразходването е обвързано със система за поемане на задължения и извършване на плащания, при която бенефициентите не получават помощта директно от Европейската комисия, а чрез посредничеството на специален Сертифициращ орган и Разплащателни звена към Управляващите органи на Оперативните програми.
Финансовите процедури на Структурните и Кохезионния фондове се основават на принципа на възстановяване на направените разходи от бенефициентите след проверка на допустимостта им.

## Първи програмен период 2007 – 2013

### Национална стратегическа референтна рамка
Националната стратегическа референтна рамка (НСРР) е изготвена в съответствие с общите разпоредби относно ЕФРР, ЕСФ и Кохезионния фонд. Тя е средно- до дългосрочен документ, описващ ролята на структурните фондове през периода 2007 – 2013 г. НСРР представя стратегията за развитие на България в този период и принципните цели на българската политика, свързани с ефективното използване на Структурните и Кохезионния фондове на ЕС. Документът съдържа детайлен анализ на социално-икономическата ситуация в България, стратегия за развитие, описание на Оперативните програми и тяхното изпълнение, както и на общия координационен механизъм.
Визията на България за развитие като държава членка на ЕС е:

Към 2015 г. България да стане конкурентоспособна страна-членка на ЕС с високи качество на живот, доходи и социална чувствителност на обществото

Тази визия обединява две конкретни средносрочни цели за програмния период 2007 – 2013 г.:
• Засилване на конкурентоспособността на икономиката с оглед на постигането на висок и устойчив растеж;
• Развитие на човешкия капитал с цел осигуряване на по-висока заетост, доходи и социална интеграция.
НСРР има четири стратегически приоритета – три тематични и един териториален:
• Подобряване на базисната инфраструктура;
• Повишаване качеството на човешкия капитал с акцент върху заетостта;
• Насърчаване на предприемачеството, благоприятната бизнес среда и доброто управление;
• Поддържане на балансирано териториално развитие
Интервенциите в тези приоритети се осъществяват с финансовата помощ на Структурните и Кохезионния фондове, Европейския земеделски фонд за развитие на селските райони (ЕЗФРСР) и Европейския фонд за рибарство (ЕФР|

## Оперативни програми
Оперативните програми (ОП) като форма на финансиране от структурните фондове обхващат серии от съвместими дългосрочни мерки, които могат да се прилагат с помощта на един или няколко структурни фонда, на един или повече финансови инструменти и на Европейската инвестиционна банка. ОП са разработени при следване на принципа за партньорство, като предоставят условия за ефективно изпълнение на Националната стратегическа референтна рамка (НСРР). Структурата на оперативните програми е организирана съобразно институциите в България, които отговарят и за националните политики в съответните сектори, така че да се гарантира адекватна секторна координация.

### ОП „Регионално развитие“
Програмата има за цел подобряване на социално-икономическите условия в регионите на планиране. Съответства на стратегическия приоритет за постигане на устойчиво и балансирано регионално развитие и предотвратяване на потенциално задълбочаване на различията в резултат от агресивна политика за национален растеж, както и на подобряване на социалната инфраструктура.
Програмата има пет приоритета:
1. Устойчиво и интегрирано градско развитие
2. Регионална и местна достъпност
3. Устойчиво развитие на туризма
4. Местно развитие и сътрудничество
5. Техническа помощ

Управляващ орган на ОП „Регионално развитие“ е Главна дирекция „Програмиране на регионалното развитие към“ Министерството на регионалното развитие и благоустройството.

### ОП „Развитие на конкурентоспособността на българската икономика“
Целта на програмата е развитието на динамична икономика, която да е конкурентоспособна на европейския и световния пазар.
Програмата има пет приоритета:
1. Развитие на икономика базирана на знанието и иновационни дейности
2. Повишаване ефективността на предприятията и развитие на благоприятна бизнес среда
3. Финансови ресурси за развитие на предприятия
4. Укрепване на международните пазарни позиции на българската икономика
5. Техническа помощ

Управляващият орган на ОП „Развитие на конкурентоспособността на българската икономика“ е дирекция „Европейски фондове за конкурентоспособност“ в Министерство на икономиката и енергетиката.

### ОП „Развитие на човешките ресурси“
Целта на тази програма е подобряване качеството на живот на хората в България чрез подобряване на човешкия капитал, постигане на високи нива на заетост, повишаване на производителността, достъп до качествено образование и учене през целия живот и засилване на социалното включване.
Програмата е одобрена от Европейската комисия на 3 октомври 2007 г. и има осем приоритета:
- Насърчаване на икономическата активност и развитие на пазар на труда, насърчаващ включването;
- Повишаване на производителността и адаптивността на заетите;
- Подобряване качеството на образованието и обучението в съответствие с потребностите на пазара на труда за изграждане на икономика, основана на знанието;
- Подобряване на достъпа до образование и обучение;
- Социално включване и насърчаване на социалната икономика;
- Повишаване ефективността на институциите на пазара на труда, социалните и здравните услуги;
- Транснационално и междурегионално сътрудничество;
- Техническа помощ.

Управляващ орган по ОП РЧР 2007 – 2013 е Министерството на труда и социалната политика, като две от приоритетните оси са възложени на МОМН, а именно: Приоритетна ос №3 „Подобряване качеството на образованието и обучението в съответствие с потребностите на пазара на труда за изграждане на икономика, основана на знанието“ и Приоритетна ос №4 „Подобряване достъпа до образование и обучение“. Бюджетът по първата е 474 824 506, а по втората – 379 859 605 лв., или общо 854 684 111 лв.

### ОП „Транспорт“
Целта на ОП „Транспорт“ е развитието на железопътната, пътната и водна инфраструктура, както и стимулиране развитието на комбиниран транспорт в съответствие с транспортната политика на Европейския съюз и установените изисквания за развитие на Транс-европейската транспортна мрежа за постигне на устойчивост на българската транспортна система.
Оперативната програма има пет приоритета:
1. Развитие на железопътната инфраструктура по Транс-европейските и основните национални транспортни оси
2. Развитие на пътната инфраструктура по Транс-европейските и основните национални транспортни оси
3. Подобряване на интермодалността при превозите на пътници и товари
4. Подобряване на корабоплаването по морските и вътрешните водни пътища
5. Техническа помощ

Управляващ орган е Дирекция „Координация на програми и проекти“ в Министерство на транспорта.

### ОП „Околна среда“
Целта на ОП „Околна среда“ е подобряване, запазване и възстановяване на естествената околна среда и развитие на екологичната инфраструктура.
Управляващ орган на Оперативна програма „Околна среда“ е „Кохезионна политика за околна среда“ в Министерството на околната среда и водите.

### ОП „Административен капацитет“ (ОПАК)
Стратегическата цел на ОПАК е подобряване на работата на държавната администрация за реализиране на ефективни политики, качествено обслужване на гражданите и бизнеса и създаване на условия за устойчив икономически растеж и заетост, повишаване на професионализма, прозрачността и отчетността в съдебната система, както и повишаване на капацитета на структурите на гражданското общество
Целите на програмата се постигат чрез дейности, разделени в четири основни приоритетни оси:
1. Добро управление
2. Управление на човешките ресурси
3. Качествено административно обслужване и развитие на електронното управление
4. Техническа помощ

По ОПАК могат да кандидатстват: централната, областните и общинските администрации; органите на съдебната власт; СГО – социално-икономическите партньори и неправителствените организации.
Конкретни бенефициенти са Министерски съвет, Министерство на финансите, Министерство на транспорта, информационните технологии и съобщенията, Министерство на правосъдието, Агенция по вписванията, Агенция по обществени поръчки, Комисия за защита на конкуренцията, Институт по публична администрация, Национален институт на правосъдието, Институт по психология към МВР, БАН, Омбудсманът на Република България, Висш съдебен съвет (ВСС), Инспекторат към ВСС, Върховна касационна прокуратура, Върховен административен съд, Прокуратура на Република България и Национална следствена служба.
Управляващ орган (УО) е дирекция "Оперативна програма „Административен капацитет“ в Министерство на финансите
Допълнителна информация за ОПАК е публикувана и в Единния информационен портал за Структурните фондове на ЕС.

### ОП „Техническа помощ“
Управляващ орган е дирекция „Оперативна програма Техническа помощ“ в Администрацията на Министерски съвет.

## Програма за развитие на селските райони
Управляващ орган е Министерство на земеделието и храните

## Национална програма за рибарството и аквакултурите
Изпълнителна агенция по рибарство и аквакултури

## Втори програмен период 2014 – 2020
През втория програмен период 2014 – 2020 г. в понятието Европейски структурни и инвестиционни фондове (ЕСИФ) се включват Европейския фонд за регионално развитие (ЕФРР), Европейския социален фонд (ЕСФ), Кохезионния фонд (КФ), Европейския земеделски фонд за развитие на селските райони (ЕЗФРСР) и Европейския фонд за морско дело и рибарство (ЕФМДР).
Определеният ресурс за България е 7.4 млрд. евро. Селското стопанство ще разполага с 15 млрд. евро, от които 10.4 млрд. евро са преки плащания на площ.
Разпределението по оперативните програми, съфинансирани от ЕФРР, ЕСФ и КФ, е както следва (млн. евро):
| Региони в растеж                           | 1350.88 |
| Иновации и конкурентоспособност            | 1201.82 |
| Развитие на човешките ресурси              | 815.07  |
| Добро управление                           | 375.53  |
| Наука и образование за интелигентен растеж | 572.76  |
| Околна среда                               | 1494.42 |
| Транспорт и транспортна инфраструктура     | 1612.31 |

В текущия програмен период в България се изпълнява и оперативна програма за храни и/или основно материално подпомагане, съфинансирана от Фонда за европейско подпомагане на най-нуждаещите се лица. Тя е одобрена от Европейската комисия на 05.12.2014 г., изпълнява се на територията на цялата страна, допринася за постигане на Националната цел за намаляване на броя на живеещите в бедност с 260 000 души до 2020 г. в съответствие с целите на стратегия „Европа 2020“ и е насочена към лицата, живеещи в най-голяма бедност и социално изключване.

## Оперативна програма „Региони в растеж“
Оперативна програма „Региони в растеж“ 2014 – 2020 г. предвижда инвестиции от Европейския фонд за регионално развитие (ЕФРР) и национално съфинансиране в рамките на осем приоритетни оси:
ПО 1 „Устойчиво и интегрирано градско развитие“ с бюджет 840 млн. евро;
ПО 2 „Подкрепа за периферни географски области най-силно засегнати от бедност“ с бюджет 106 млн.евро;
ПО 3 „Регионална образователна инфраструктура“ с бюджет 115 млн.евро;
ПО 4 „Регионална здравна инфраструктура“ с бюджет 83 млн.евро;
ПО 5 „Регионална социална инфраструктура“ с бюджет 51 млн.евро;
ПО 6 „Регионален туризъм“ с бюджет 101 млн.евро;
ПО 7 „Регионална пътна инфраструктура“ с бюджет 194 млн.евро;
ПО 8 „Техническа помощ“ с бюджет 52 млн.евро.
Мерките за градско развитие ще включват дейности, свързани с енергийната ефективност в жилищни и административни сгради, градска среда и икономически зони, подобряване на социална, образователна, спортна и културна инфраструктура и интегриран градски транспорт. Секторните политики предвиждат инвестиции в публична инфраструктура от регионално значение. Финансовата подкрепа по ОПРР 2014 – 2020 г. е териториално балансирана. В сравнение с периода 2007 – 2013 г. следва да се отбележи, че в програмата е включена нова приоритетна ос 2, насочена към развитието на периферни географски области, най-силно засегнати от бедност и социална изолация. С мерките по приоритетна ос 2 се цели да се намалят социално-икономическите различия на регионално ниво, преодоляване на неконкурентоспособната среда и постигане на ефект за преодоляване на негативните миграционни процеси.
Оперативната програма ще осигури 1,54 млрд. евро/3 млрд. лева (европейско и национално финансиране) за подобряване на социално-икономическото и териториално развитие, за генериране на растеж и заетост в българските региони.

## Други инструменти
За периода 2007 – 2013 г. ЕК създаде 3 нови инструмента на регионалната политика, които до подпомогнат държавите членки и регионите да изградят стабилно и ефективно управление на фондовете и да подобрят ефекта от използването на инструментите за финансово инженерство. В тясно сътрудничество с Европейската инвестиционна банка (ЕИБ) и други финансови институции ЕК е разработила следните инструменти:
- JASPERS (на английски: Joint Assistance in Supporting Projects in European Regions) – насърчава сътрудничеството между ЕК, ЕИБ, ЕБВР (Европейска банка за възстановяване и развитие) и държавата членка в подготовката на големи проекти.
- JEREMIE (на английски: Joint European Resources for Micro to Medium Enterprises) е съвместна инициатива на ЕК, ЕИБ и ЕИФ (Европейски инвестиционен фонд) за подобряването на достъпа до финансиране на микро, малки и средни предприятия в европейските региони.
- JESSICA (на английски: Joint European Support for Sustainable Investment in City Areas) е съвместна инициатива на ЕК, ЕИБ и Банката за развитие на Съвета на Европа за насърчаване на устойчиви инвестиции в градските зони.